# Alfred Lichtenstein (philatéliste)
Pour les articles homonymes, voir Lichtenstein.
Alfred F. Lichtenstein (né le 6 août 1876 à New York-mort le 24 février 1947 à New York) est un des plus célèbres philatélistes américains.

## Biographie
Ses collections de timbres ont été les plus complètes connues pour l'époque classique (timbres émis avant 1900), avec une passion pour les émissions d'avant 1870. Elles ont notamment concerné les provinces canadiennes et la Confédération du Canada, la Suisse, la colonie du Cap, Ceylan, le Gambie, Maurice, l'Argentine et l'Uruguay. Pour l'histoire postale des États-Unis, sa collection est une référence pour les affranchissements dans l'Ouest du pays.
Membre actif du Collectors Club of New York, Theodore Steinway et lui ont permis le développement de cette association.
Juge international pendant trois décennies, il est le commissaire des expositions philatéliques internationales de 1913 et de New York en 1926 et 1936. Quand il meurt, il préparait l'ouverture de la Centenary International Stamp Exhibition (Cipex) de 1947.
En mars 1945 à New York, Theodore Steinway, plusieurs philatélistes et lui fondent la Philatelic Foundation, institution éducative à but non lucratif qui se donne pour but des travaux d'expertise, de recherches et de publications philatéliques. Sa fille Louise Boyd Dale continue à la soutenir après sa mort.
Ses collections et celles de sa fille ont été dispersés par la maison aux enchères Harmer's entre 1968 et 1971, 1989 et 1992 et en 1997.

## Hommage
En 1927, il signe le Roll of Distinguished Philatelists, principale distinction philatélique britannique.
En 1948, l'American Philatelic Society l'inclut dans son Hall of Fame, liste des plus importants philatélistes décédés.
En 1952, le Collectors Club of New York crée un prix annuel, le Alfred F. Lichtenstein Memorial Award for Distinguished Service to Philately, pour récompenser un acteur méritant de la philatélie. Theodore Steinway a été le premier primé. En 1996, ce club le nomme le plus remarquable philatélistes du pays pour la première moitié du XXe siècle (the Outstanding American Philatelist).